# King of the Whole Wide World
"King of the Whole Wide World" er en komposition af Bob Roberts og Ruth Batchelor fra 1961.
Sangen er sunget af Elvis Presley til filmen Kid Galahad fra 1962 og blev indspillet hos Radio Recorders i Hollywood den 27. oktober 1961. "King Of The Whole Wide World" blev udsendt på EP'en Kid Galahad, der rummede samtlige filmens sange.
"King of the Whole Wide World" er endvidere på CD'en fra 18. juli 1995 Command Performances – The Essential 60's Masters, vol. 2, som er en samling af de bedre af Elvis' filmsange fra 1960'ernes mange spillefilm.
En alternativ indspilning af sangen fra den 26. oktober 1961 blev i 1990 udsendt på albummet The Last Temptation Of Elvis.

## Sangens titel
Sangens titel, "King Of The Whole Wide World", der betyder "Konge over hele den vide verden", er meget rammende for Elvis Presleys situation på daværende tidspunkt. I 1961-62 var der endnu ingen, der havde hørt om beat-musik eller The Beatles, og Elvis' position på toppen af underholdningsindustrien syntes urørlig.

## Dansksproget udgave
Den danske gruppe Bamses Venner indspillede sin version af sangen med dansk tekst af Bjarne Gren Jensen. Den danske version hed "En fattig sang" og blev udsendt på albummet Mælk og vin fra 1976.